# Louis Saint-Laurent
Louis Saint-Laurent, battezzato Louis-Étienne St-Laurent (Compton, 1º febbraio 1882 – Québec, 25 luglio 1973), è stato un politico canadese. Fu il dodicesimo Primo ministro del Canada dal 15 novembre 1948 al 21 giugno 1957.

## Biografia
Louis Saint-Laurent nacque a Compton, in Québec da Jean-Baptiste-Moïse Saint-Laurent (che era francese-canadese) e Mary Anne Broderick (che era irlandese-canadese). Crebbe bilingue. Nel 1908, sposò Jeanne Renault (1886-1966) da cui ebbe due figli e tre figlie.